# Kristoffer Domeij

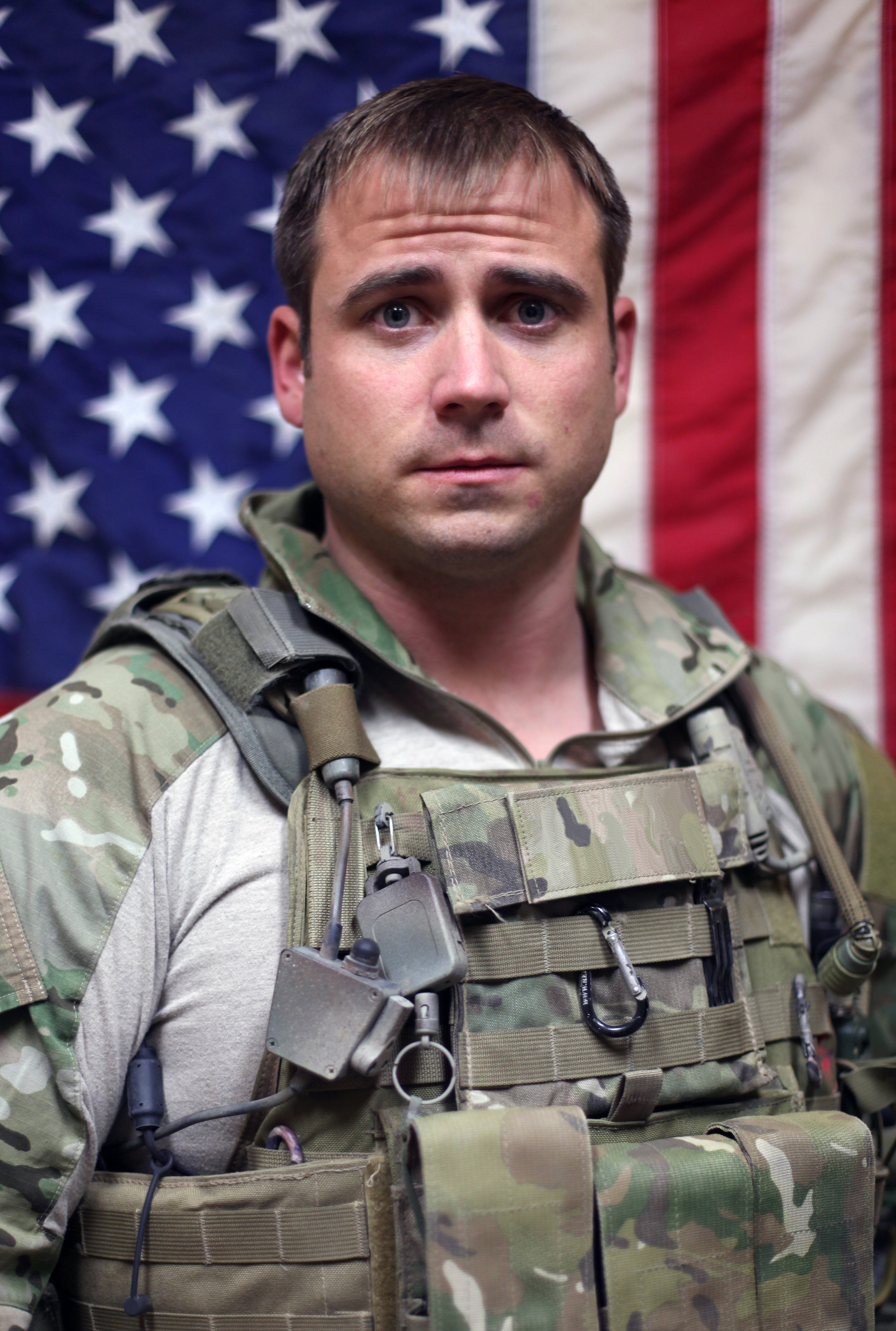
Kristoffer Domeij

Kristoffer Domeij (* 5. Oktober 1982 in San Diego; † 22. Oktober 2011 in der Provinz Kandahar, Afghanistan) war ein US-amerikanischer Soldat.

## Leben

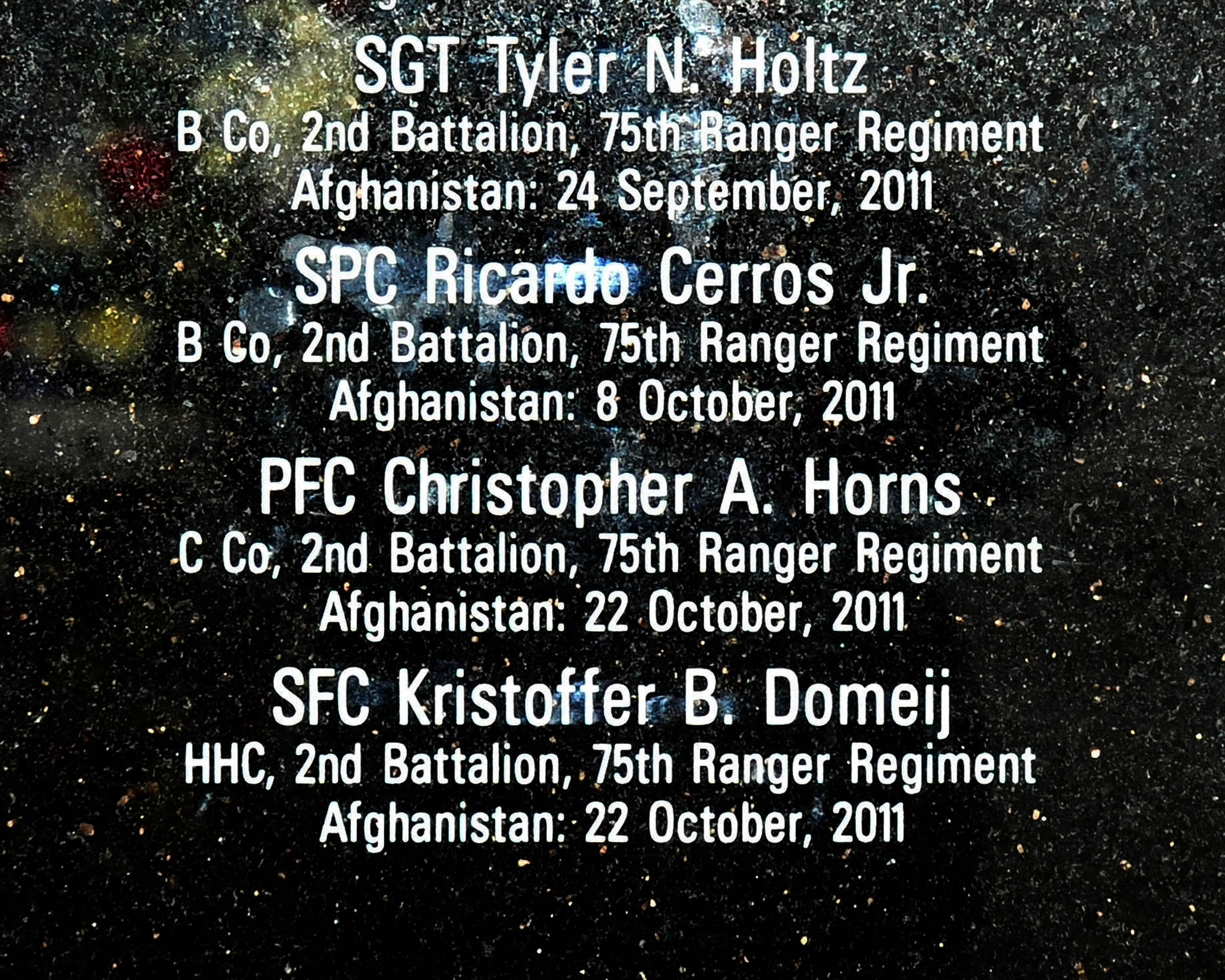
Gedenktafel zu Ehren von Domeij am Gedenk-Obelisken

Domeij, geboren 1982 in San Diego, erlangte nach seinem Tod mediale Aufmerksamkeit, da er als der Soldat mit den meisten Kampfeinsätzen („battle deployments“) fiel. Der Sergeant 1st Class war im Jahr 2003 außerdem an der in den Medien thematisierten Bergung der Soldatin Jessica Lynch beteiligt.
Domeij diente seit Sommer 2001 beim Militär, davon verbrachte er 48 Monate im Kampfeinsatz in Irak und Afghanistan, zuletzt im Rang eines Sergeant 1st Class.
Er gehört der Gruppe an, die 2003 Jessica Lynch aus einem Hospital in Bagdad barg. Er wurde bei seinem 14. Kampfeinsatz zusammen mit seinen Kameraden First Lt. Ashley White (24) und Pvt. 1st Class Christopher A. Horns (20) durch einen improvisierten Sprengsatz getötet.
Unter anderem wurde er dreimal mit dem Bronze Star ausgezeichnet.
Kristoffer Domeij war verheiratet und hatte zwei Töchter.